# Ahool
 (août 2018).
Si vous disposez d'ouvrages ou d'articles de référence ou si vous connaissez des sites web de qualité traitant du thème abordé ici, merci de compléter l'article en donnant les références utiles à sa vérifiabilité et en les liant à la section « Notes et références ».
L'ahool est un cryptide volant dont l'image exacte n'est pas parfaitement connue. En effet, les témoignages le décrivent de trois façons différentes, quoique similaires. Ce cryptide peut être un singe ailé, une chauve-souris de grande taille ou un ptérosaure[réf. nécessaire].
Ces trois images de l'ahool sont plus ou moins précises, mais toutes l'identifient comme ayant des ailes. Cet animal serait donc, selon certains témoignages plus précis[réf. nécessaire], un singe gris de la taille d'un nourrisson, aux pieds retournés et avec des yeux noirs immenses provenant de l'île de Java, en Indonésie. Quant à son envergure, les avis sont partagés : certains l'estiment à 3 mètres, tandis que d'autres l'évaluent à 1,70 mètre.
L'ahool chasserait des poissons la nuit, et se cacherait le jour dans des grottes. Son nom provient de son cri « Ahoooool » qui le rend reconnaissable. Bien que l'ahool soit un cryptide, il se pourrait que ce soit en réalité une chouette leptogramme[réf. nécessaire] que les témoins n'auraient pas reconnue. En effet, le comportement, la description et le cri de cette chouette sont proches de ceux de l'ahool. Seule l'envergure de la chouette ne correspond pas aux animaux décrits dans les témoignages.
D'autres cryptides, comme l'orang-bati de l'île de Seram, le Ropen de Papouasie-Nouvelle-Guinée, l'Olitiau et le Kongamato en Afrique, ou encore le Batsquatch d'Amérique, seraient similaires à l'ahool dont ils pourraient être des cousins éloignés. Le cryptozoologue Ivan T. Sanderson a émis l'hypothèse que l'ahool est un cousin du kongamato africain et que ces deux cryptides sont des chauve-souris géantes de l'ordre des microchiroptères.